# باركر كروفت
باركر كروفت (بالإنجليزية: Parker Croft)‏ هو كاتب سيناريو وممثل أمريكي، ولد في 13 يناير 1987 في برلينغتون في الولايات المتحدة.

## وصلات خارجية
- باركر كروفت على موقع IMDb (الإنجليزية)
- باركر كروفت على موقع تيرنر كلاسيك موفيز (الإنجليزية)
- باركر كروفت على موقع أول موفي (الإنجليزية)
- باركر كروفت على موقع قاعدة بيانات الفيلم (الإنجليزية)